# Oxypleurodon wilsoni
Oxypleurodon wilsoni is een krabbensoort uit de familie van de Epialtidae. De wetenschappelijke naam van de soort is voor het eerst geldig gepubliceerd in 2008 door Richer de Forges & Poore.